# Bebearia nivaria
Bebearia nivaria är en fjärilsart som beskrevs av Ward 1871. Bebearia nivaria ingår i släktet Bebearia och familjen praktfjärilar. Inga underarter finns listade i Catalogue of Life.